# Pedro Vigne
El Beato Pedro Vigne (Pierre Vigne en francés) (20 de agosto de 1670 Privas - 8 de julio de 1740 Rencurel), sacerdote de Ardecha. Fundador de la Congregación de las Religiosas del Santísimo Sacramento (Religiosas Sacramentinas) (Congrégation des Sœurs du Saint-Sacrement en francés).

## Su vida

### La Juventud
Pedro Vigne nació en Privas en el seno de una familia de comerciantes de telas, en una época todavía profundamente marcada por las secuelas de las Guerras de religión de Francia del siglo anterior entre católicos y protestantes
Recibió una educación y una enseñanza de calidad. El párroco se fijó en su piedad cuando Pierre tenía 11 años de edad. Al final de la adolescencia, dándose cuenta de la importancia que tenía en su vida la Eucaristía, entró en 1690 en el seminario sulpiciano de Viviers.

### El sacerdote

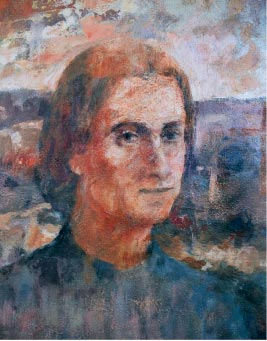

Pedro Vigne fue ordenado sacerdote el 18 de septiembre de 1694 en Bourg-Saint-Andéol y fue enviado como vicario a Saint-Agrève. Congenió a la perfección con el cura párroco, y fue una persona muy cercana a su parroquianos.

### El misionero
Sin embargo, sentía otra llamada. Deseaba particularmente ser misionero entre los pobres, los modestos.
En 1700 entró en la Congregación de la Misión de Lyon en donde recibió una sólida formación en lo que respecta a las misiones populares y la acogida a los pobres. Empezó entonces a recorrer pueblos y ciudades para evangelizar a las gentes.
En 1706 dejó de buen grado la Congregación de la Misión y se hizo misionero itinerante, de acuerdo con sus superiores jerárquicos.
De esta manera, durante más de treinta años, holló los caminos del Vivarés, del Delfinado, del Forez y del Hérault, hasta la Alta Saboya y el Alto Garona. Predicaba, confesaba, celebraba la misa, administraba el Santo Sacramento, enseñando a los fieles la adoración y la veneración a María, madre de Jesús, siguiendo el ejemplo de Juan Francisco Régis.

### El fundador

#### El Vía Crucis deBoucieu-le-Roi

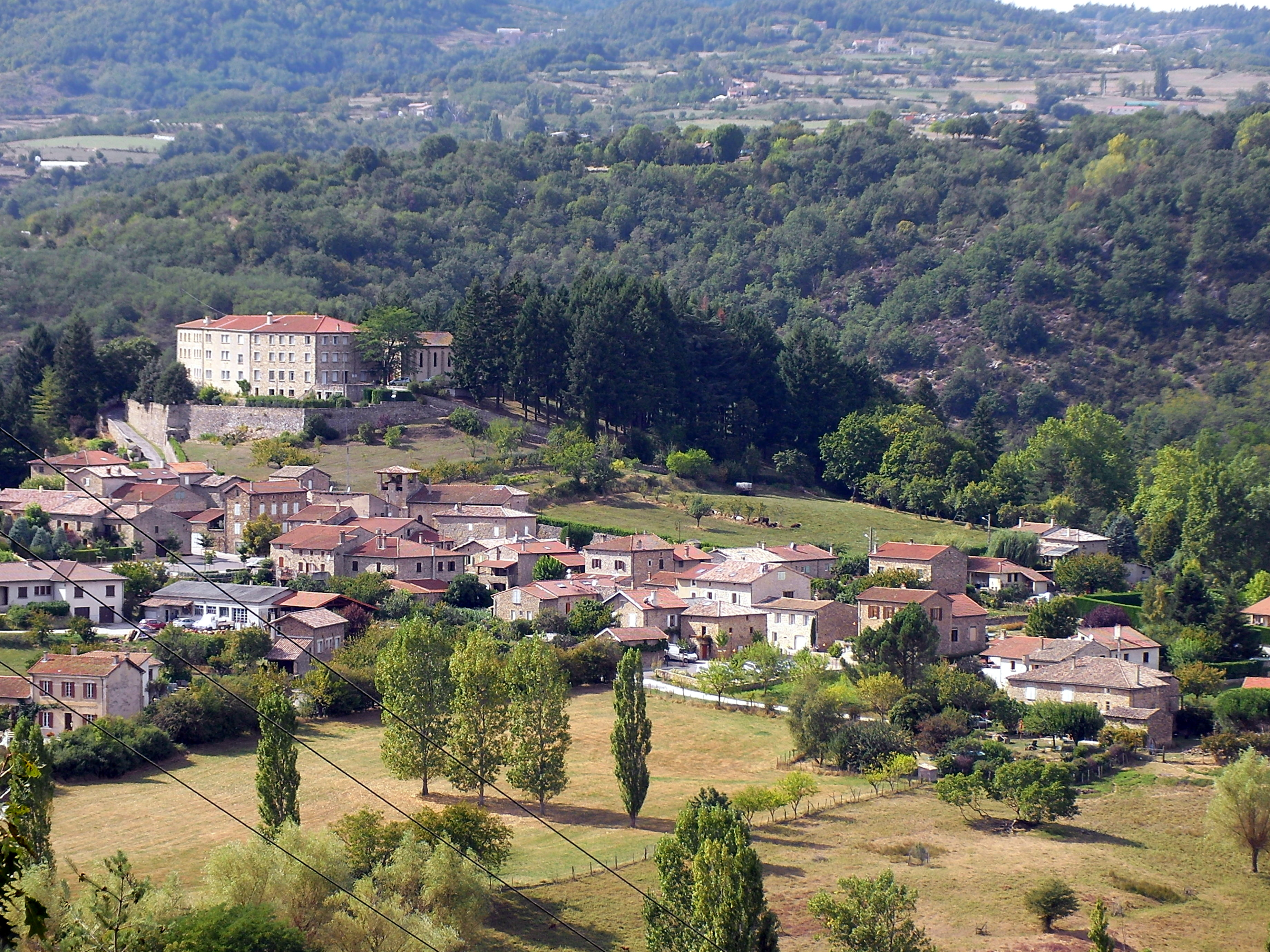
Boucieu-le-Roi, vista panorámica

En 1712, Pedro Vigne llega a Boucieu-le-Roi. Este pueblo, cuya topografía le hizo pensar en Jesusalén, le gustó de inmediato.
En 1714 edificó un viacrucis al que llamó El Gran Viaje (Le Grand Voyage en francés). Tenía 30 estaciones con capillas, según el camino seguido por Jesús de Nazaret en la pasión, de la última cena a la Pascua. Bautizó con el nombre de Cédron a un torrente que bajaba de la montaña. Este viacrucis es recorrido aún por la gente del lugar el día de Viernes Santo.
De marzo a junio de 1715, predica una misión en Burzet y aprovecha para restaurar el viacrucis que ya existía.

#### La Congregación de las Religiosas del Santísimo Sacramento
Pedro Vigne fijó su residencia en Boucieu-le-Roi, adonde volvía entre una misión y la siguiente.
En 1713, una joven de Nozières le pidió que le aconsejara sobre su posible vocación. A partir de 1715 ya son unas siete jóvenes, y luego se unen más, y toman el nombre de Religiosas del Santísimo Sacramento.
El 30 de noviembre de 1715, en la iglesia de Boucieu-le-Roi, Pedro les puso la cruz y el hábito religioso, invitándolas a adorar a Jesús, presente en la Eucaristía y a vivir hermanadas y en congregación. Les confió la tarea de enseñar a las jóvenes y creó escuelas regidas por estas religiosas. También se les confió la tarea de acompañar a los peregrinos por el nuevo viacrucis, para que les pudieran ayudar a rezar y a meditar.
Enseguida, la pequeña congregación creció y se instaló en el castillo de Boucieu-le-Roi, una vieja fortificación que dominaba el pueblo.
Las primeras religiosas del Santísimo Sacramento profesaron sus votos el 8 de septiembre de 1722. Después, la congregación creció y se extendió a la Provenza y al Delfinado.
La Revolución francesa dispersó a las religiosas, que continuaron con sus obras de caridad en la clandestinidad. Pudieron reorganizarse en 1804, en primer lugar en Romans-sur-Isère. En 1901 las religiosas se retiran de las escuelas y de los hospitales donde ejercían su ministerio.
En 1906 se marchan de Romans-sur-Isère para ir a instalarse a Valence (Drôme) donde continúan.
Actualmente las 44 comunidades de la Congregación están ubicadas en:
- Europa (Francia, Italia, Inglaterra, República de Irlanda, España),
- América Latina (Brasil),
- y desde 2004 en África (Tanzania).

Las religiosas sacramentinas han recuperado las misiones originales de educación y enseñanza, catequésis y pastoral.

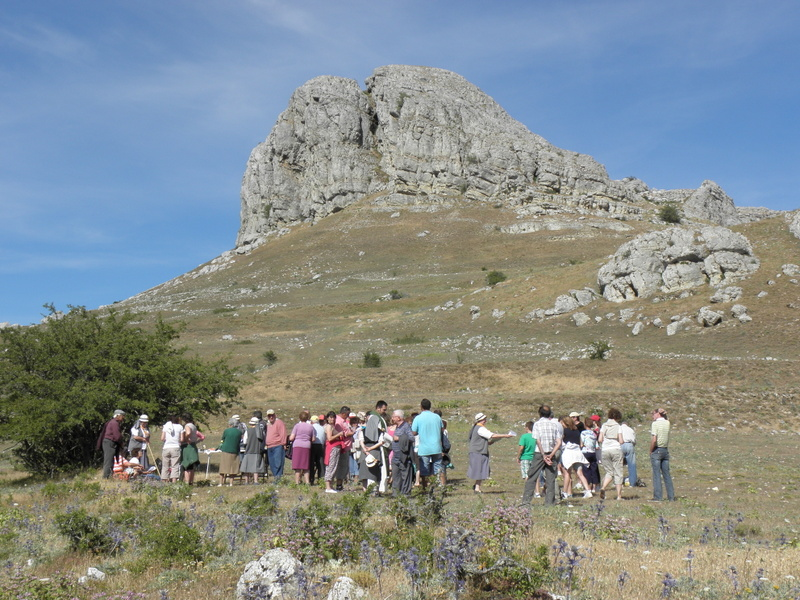
Misa de campaña en Peña Amaya (España) el 22 de julio de 2012 organizada por la comunidad de Religiosas Sacramentistas de Sasamón y el Grupo de Amigos del Beato Pedro Vigne.

#### Otras fundaciones
- El Padre Vigne fundó la Cofradía del Rosario en 1712.
- En 1719 fundó la Cofradía de las Penitencias Blancas (con rigurosas reglas de vida)[5] que llegó a tener unos cuarenta miembros en Boucieu-le-Roi pero que fue barrida por la Revolución.

### Sus escritos
A pesar de haber tenido una vida plenamente dedicada al servicio de Dios y de su prójimo, el Padre Vigne escribió numerosas obras: normas de vida, obras espirituales, meditaciones sobre el libro más bello que es Jesucristo sufriendo y muriendo en la Cruz.

## Espiritualidad
El Padre Vigne tenía la costumbre de ir regularmente a Lyon para visitar a sus viejos maestros de San Sulpicio y de volver a encontrarse con su confesor y con su director espiritual. Atraído por la espiritualidad eucarística de los Sacerdotes del Santo Sacramento,  fue admitido en esta sociedad sacerdotal el 25 de enero de 1724 en Valence (Drôme), y se benefició de su ayuda, tanto espiritual como temporal.

## Sus últimos días
Durante su última misión en el Macizo de Vercors, en Rencurel, estando enfermo, no pudo acabar su prédica y se apagó mientras rezaba. Fue el 8 de julio de 1740. Su cuerpo se llevó a Boucieu-le-Roi donde fue inhumado en una capilla de la iglesia.
Un museo de Boucieu-le-Roi muestra la historia de Pierre Vigne y de sus Religiosas del Santísimo Sacramento. Expone varios objetos que fueron testigos de la fe y de la vida diaria de diversas épocas.

## Beatificación
Pedro Vigne fue beatificado por el Papa Juan Pablo II el 3 de octubre de 2004.
Fue beatificado al mismo tiempo que:
- Marie-Joseph Cassant,
- Ana Catalina Emmerick,
- Maria Ludovica De Angelis,
- Carlos de Austria.

## Festividad
El 8 de julio.

## Nota
- Esta obra contiene una traducción  derivada de «Pierre Vigne» de Wikipedia en francés, publicada por sus editores bajo la Licencia de documentación libre de GNU y la Licencia Creative Commons Atribución-CompartirIgual 4.0 Internacional.

- Datos: Q2474493
- Multimedia: Pierre Vigne / Q2474493